# Royal Flora Ratchaphruek

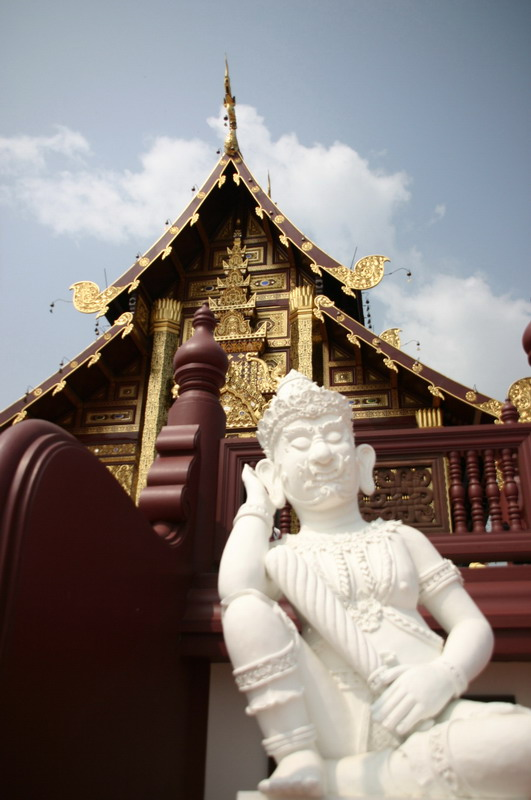
Pabellón Real en el Royal Flora Ratchaphruek.

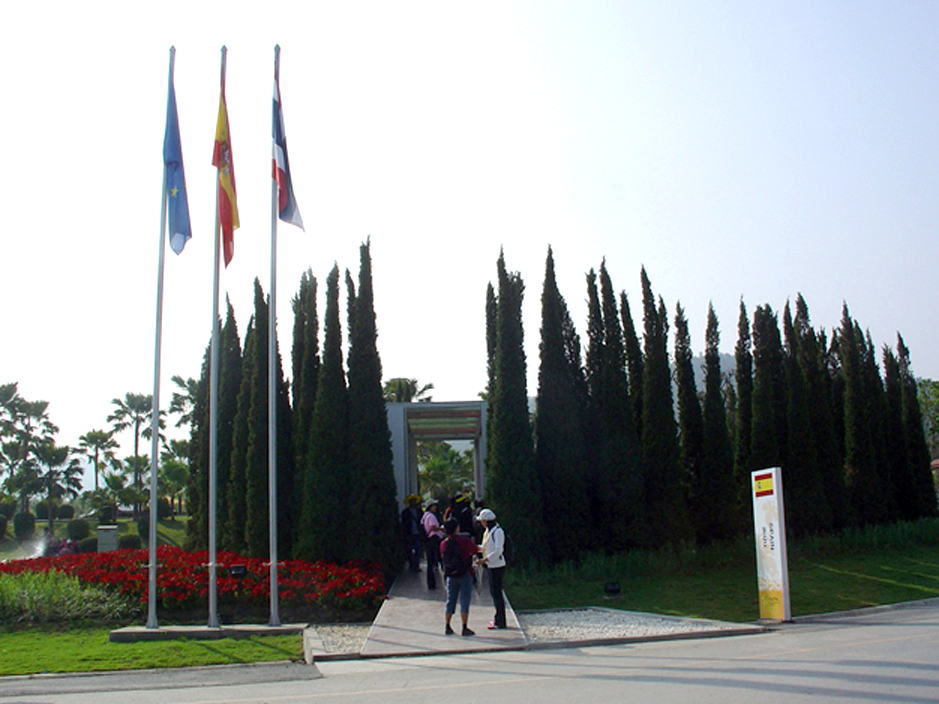
Acceso al pabellón-jardín de España en Royal Flora Ratchaphruek.

La Royal Flora Ratchaphruek (nombre oficial: The International Horticultural Exposition Royal Flora Ratchaphruek) es una exposición internacional de horticultura celebrada en Chiang Mai (Tailandia). La primera edición de este evento tuvo lugar entre el 1 de noviembre de 2006 y el 31 de enero de 2007. Otra edición fue organizada por Tailandia del 14 de diciembre de 2011 al 14 de marzo de 2012. Se celebró para conmemorar la auspiciosa ocasión del 75º aniversario del reinado de Su Majestad el Rey de Tailandia Bhumibol Adulyadej y su 84º aniversario de cumpleaños, y para celebrar el 80º y 60º aniversario de cumpleaños de Su Majestad la Reina y Su Alteza Real el Príncipe Maha Vajiralongkorn.

## Historia
La exposición de 2006-2007 se concibió como un homenaje al rey Bhumibol Adulyadej, coincidiendo con las celebraciones de su 60.º aniversario de ascensión al trono, conocido como Jubileo de Diamantes. Posteriormente, en 2011, se llevó a cabo una segunda exposición, que se extendió desde el 9 de noviembre de 2011 hasta el 15 de febrero de 2012, en conmemoración del 84.º aniversario del monarca.
Royal Flora Ratchaphruek sirvió nuevamente como recinto para la Exposición Internacional de Horticultura 2011-2012, un evento de gran escala que tuvo lugar en Tailandia entre el 14 de diciembre de 2011 y el 14 de marzo de 2012. Esta edición se organizó para celebrar diversas efemérides de la familia real tailandesa: el 75.º aniversario del reinado del Rey Bhumibol Adulyadej y su 84.º cumpleaños, junto con los 80.º y 60.º aniversarios de la Reina y el Príncipe Maha Vajiralongkorn, respectivamente. Bajo el lema "Greenitude" (Actitud Verde), la exposición se centró en la divulgación sobre el calentamiento global y la promoción de la participación pública en la protección medioambiental y la mejora de la calidad de vida. En el marco de esta exposición, se desarrollaron cinco simposios internacionales coordinados por la Sociedad Internacional de Ciencias Hortícolas (ISHS), que abordaron temas como el cultivo del plátano, plantas medicinales y aromáticas, orquídeas y plantas ornamentales, la papaya, y frutas tropicales y subtropicales. Este evento consolidó a Royal Flora Ratchaphruek como un espacio relevante a nivel internacional para la celebración de exposiciones hortícolas, dando continuidad a la edición de Ratchaphruek 2006.
El nombre de la exposición deriva de ratchaphruek, la denominación tailandesa de la flor del árbol Cassia fistula (conocido también como "árbol de lluvia dorada"). Esta flor, que es el símbolo nacional de Tailandia, se caracteriza por su color amarillo, que en la cultura tailandesa simboliza tanto el lunes, día de la semana asociado al nacimiento del rey Bhumibol, como los principios del budismo.

## Ubicación y Características
La exposición de 2006 se llevó a cabo en el Royal Agricultural Research Center, un recinto de 80 hectáreas ubicado a las afueras de la ciudad de Chiang Mai, aproximadamente a 700 km de Bangkok. Albergó más de 2200 especies de plantas, incluyendo una gran concentración de orquídeas, con ejemplares de diversas partes del mundo.
Royal Flora Ratchaphruek se encuentra ubicado en Chiang Mai, Tailandia, y es conocido por ser un recinto de exposiciones hortícolas de gran escala. La Exposición Internacional de Horticultura 2011-2012, con su tema "Greenitude", ejemplifica las características del lugar, combinando la exhibición de la riqueza y diversidad de la horticultura con un enfoque educativo y de concienciación ambiental. El evento se extendió por varios meses y abarcó una amplia gama de temas hortícolas, reflejado en la organización de simposios especializados. Se destaca su capacidad para albergar eventos internacionales de gran envergadura, ofreciendo un entorno atractivo para el aprendizaje y la apreciación de la horticultura.

## Organización y Participantes
La Exposición Internacional de Horticultura Royal Flora Ratchaphruek 2011-2012 fue una iniciativa del gobierno de Tailandia, concretamente de la Oficina de Turismo de Tailandia (TAT), organizada en colaboración con la Oficina Internacional de Exposiciones (BIE). La ejecución de la exposición recayó en el Departamento de Agricultura de Tailandia, que trabajó conjuntamente con la Sociedad Hortícola de Tailandia y la Sociedad Internacional de Ciencias Hortícolas (ISHS). Para el Simposio Internacional del Plátano, se sumaron a la organización Bioversity CFL-Philippines y la Red Bananera de Asia-Pacífico (BAPNET). Este evento de carácter global atrajo participantes de diversas partes del mundo, incluyendo científicos, agricultores, profesionales de la industria hortícola y otros actores clave del sector, consolidando a Royal Flora Ratchaphruek como una plataforma esencial para el intercambio de conocimientos y la cooperación internacional en horticultura. En la edición de 2006, la exposición ya había contado con una notable participación internacional, congregando a 31 países que presentaron sus jardines y pabellones en la sección "Gardens for the King". Adicionalmente, se exhibieron 80 jardines nacionales que mostraron el paisajismo tailandés en la sección 'Royal Tropical World of Tropical Plants & Flowers', siendo el 'Expo Plaza' el punto central de las actividades. Además de las exhibiciones, se ofrecieron cursos educativos dirigidos a los participantes, con el objetivo específico de "inspirar a los niños a despertar su interés en la agricultura".

## El Jardín Español
El jardín español, presente en la exposición de 2006/2007, se inspiró en las composiciones pictóricas de Joan Miró. A diferencia de los jardines contemporáneos tradicionales, exhibía especies menos ornamentales. Fue diseñado por los paisajistas y arquitectos Conrado Capilla y Pucho Vallejo, ganadores del concurso convocado por la Sociedad Estatal para Exposiciones Internacionales (SEEI). El gobierno español obsequió este jardín a Tailandia como muestra de amistad.